# Обнажение в знак протеста

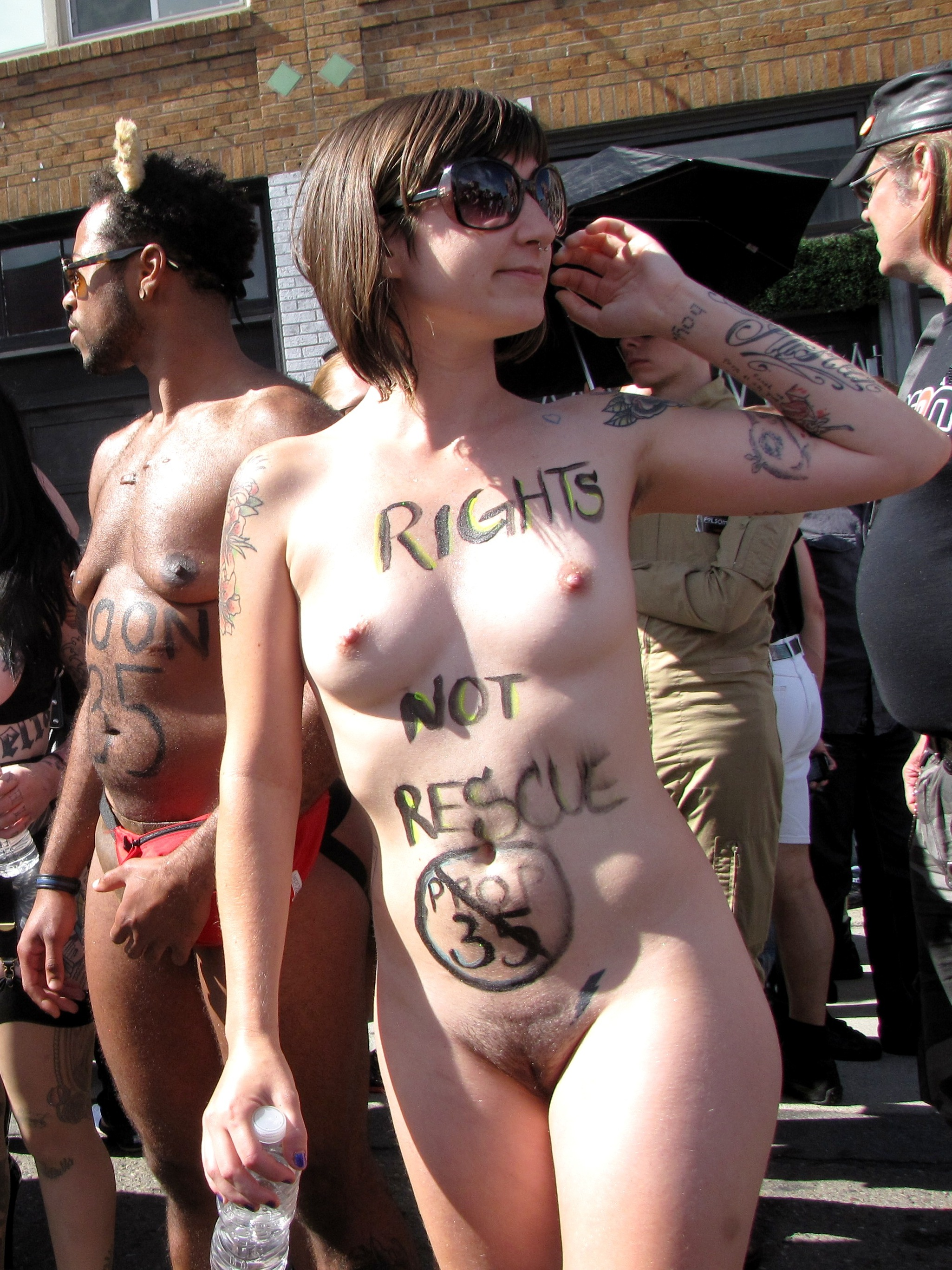
Обнажённая в поддержку прав работников секс-индустрии женщина на ярмарке Фолсом-Стрит. Надпись: «Права, а не спасение <от профессии>» (англ.)

Обнажение, особенно публичное, иногда используется как способ протеста (или протестной поддержки), чтобы привлечь внимание средств массовой информации и общественности к той или иной проблеме.
Публичное обнажение в целях привлечения внимания уже в середине XVII века практиковалось английскими квакерами, полагавшими, что нагота, символизирующая грядущее освобождение на Страшном суде от всех покровов земной власти, способна обратить мысли людей к покаянию.
Вопрос о праве на протестную наготу остаётся дискуссионным — критики утверждают, что это неприлично, сторонники же считают, что это законная форма выражения мнения. Даже в тех странах, где публичная нагота легальна, это явление по-прежнему достаточно эпатажно, поэтому его использование протестующими часто оказывается успешным.

## Нагота как протест

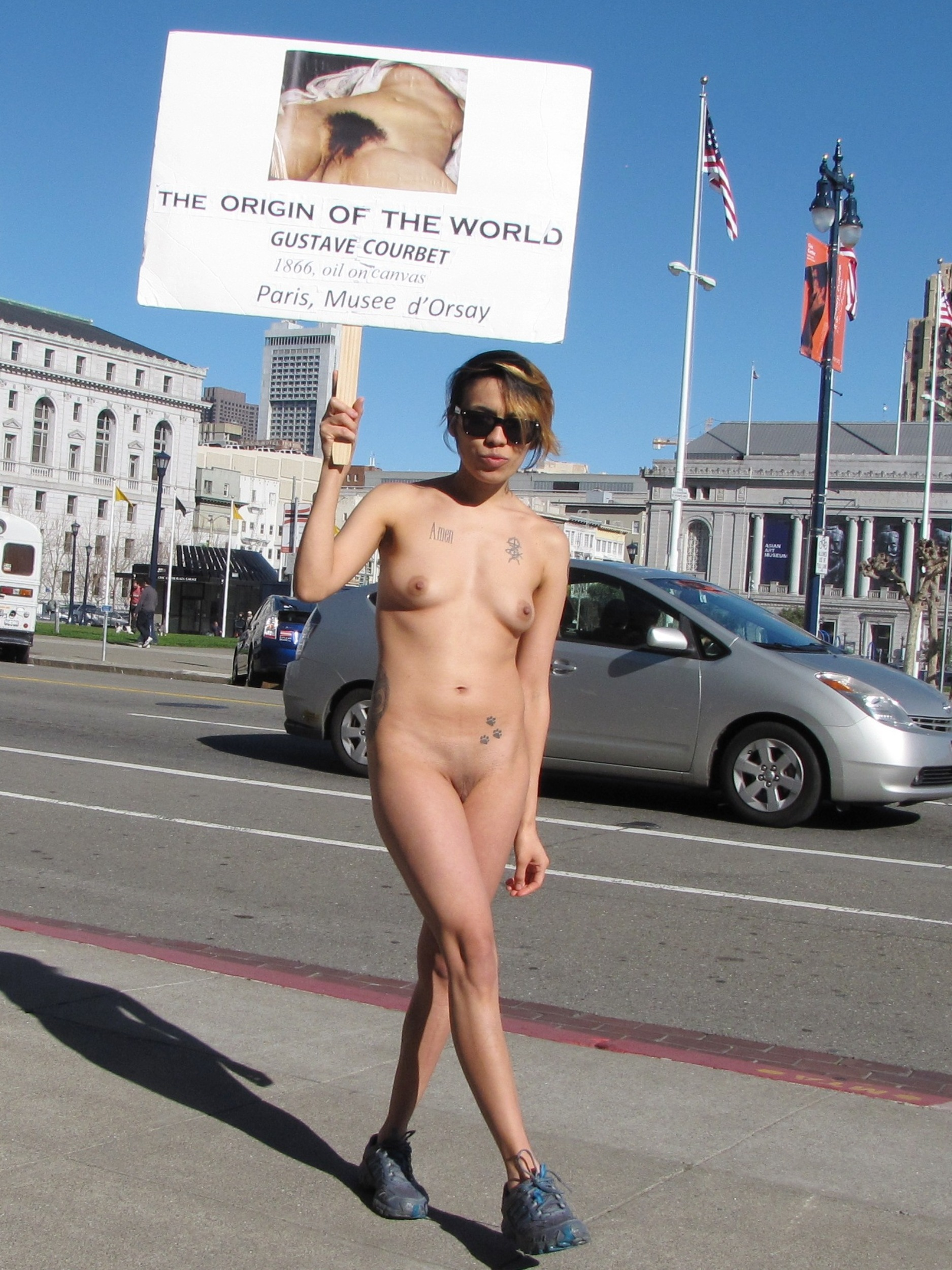
Обнаженный протест в Сан-Франциско, 2013 год

- Организация «Люди за этичное обращение с животными» является одной из сторонниц обнажённого протеста. В рамках кампании «Лучше ходить голым, чем носить мех», которая проходила с 1992 по 2020 год, активисты многократно обнажались в публичных местах[3], к этим акциям присоединялись некоторые знаменитости, которые позировали голыми для различных фотосессий.
- Швейцарская художница Мило Муаре неоднократно выступала полностью голой на улицах больших городов, причём в самый разгар дня и в оживлённых местах[4]. По её словам, все её выступления имеют социальный подтекст (как правило феминистский). Один из девизов Муаре — «Уважайте нас! Мы не беззащитные жертвы, даже если мы нагие»[5]. Она сознательно балансирует на грани между искусством и порнографией[6].
- В июне 2017 года более 100 женщин Буэнос-Айреса полностью разделись перед президентским дворцом Каса Росада. Этой акцией они хотели привлечь внимание к проблеме возрастающего насилия по отношению к женщинам[7].
- Украинское незарегистрированное[8] женское движение «Femen» получило известность своими акциями протеста, во время которых активистки обнажают грудь для привлечения внимания. Действия «Femen» классифицируются как «радикальный эксгибиционизм», однако некоторые СМИ позиционируют «Femen» как феминистское движение[9][10]. Часто активистки носят цветочный венок — традиционный головной убор украинских девушек.

### Topfreedom
Topfreedom — это культурное и политическое движение, стремящееся внести изменения в законы, которые позволят женщинам находиться топлесс в общественных местах, где мужчинам разрешено быть с обнаженной грудью, что будет являться проявлением гендерного равенства. В частности, движение добивается отмены законов, которые ограничивают право женщины не прикрывать грудь постоянно на публике. Кроме того, сторонники этого движения добиваются разрешения кормящим матерям открыто кормить грудью в общественных местах.